# A Via Láctea
A Via Láctea é um filme brasileiro de 2007 dirigido e produzido por Lina Chamie. Uma trama que tem a cidade de São Paulo como plano de fundo, é protagonizada por Alice Braga e Marco Ricca como um casal em crise.

## Sinopse
Heitor (Marco Ricca) está atormentado com a decisão de sua namorada e atriz Julia (Alice Braga) romper o relacionamento depois de uma terrível discussão por telefone. Heitor entra em seu carro e começa uma movimentação frenética em toda a cidade para fazer as pazes. No caminho, Heitor não só se frustra quando há um obstáculo após o outro no caminho, mas também reflete sobre as vicissitudes do relacionamento e entra em pânico sobre a possibilidade de um colega de palco poder estar roubando Julia dele naquele momento.

## Elenco
- Marco Ricca como Heitor
- Alice Braga como Julia
- Fernando Alves Pinto
- Mariana Lima
- Guillermo Hundadze

## Recepção
Prêmios e indicações
| Ano  | Prêmio                                     | Categoria                           | Nomeações                                  | Resultado | Ref.  |
| ---- | ------------------------------------------ | ----------------------------------- | ------------------------------------------ | --------- | ----- |
| 2007 | Festival de Cannes                         | Grande Prêmio do Críticos da Semana | Lina Chamie                                | Indicado  | [ 4 ] |
| 2007 | Festival Internacional de Cinema de Warsaw | Grande Prêmio                       | Lina Chamie                                | Indicado  | [ 4 ] |
| 2008 | Prêmio ABC de Cinematografia               | Melhor Montagem                     | André Finotti                              | Indicado  | [ 4 ] |
| 2008 | Prêmio ABC de Cinematografia               | Melhor Som                          | Louis Robin, José Luis Sasso e Beto Ferraz | Indicado  | [ 4 ] |
| 2008 | Grande Prêmio do Cinema Brasileiro         | Melhor Ator                         | Marco Ricca                                | Indicado  | [ 4 ] |
| 2008 | Festival SESC de Melhores Filmes           | Melhor Atriz                        | Alice Braga                                | Venceu    | [ 4 ] |
| 2008 | Prêmio Contigo! de Cinema Nacional         | Melhor Filme                        | —                                          | Indicado  | [ 4 ] |